# Хелфер, Иоганн
Иоганн Вильгельм Хелфер (нем. Johann Wilhelm Helfer; 5 февраля 1810, Прага, Земли Чешской короны — 30 января 1840[…], Андаманские острова, Индия под управлением Британской Ост-Индской компании) — богемский врач, натуралист и исследователь. Многие из собранных им растений попали в Ботанические сады в Кью, и почти 140 видов были названы в его честь.

## Биография
Хелфер происходил из богатой пражской семьи. Окончил пражскую гимназию, затем изучал медицину в университетах Праги, Вены и Падуи. В 1832 году ему была присвоена степень доктора медицины. Во время последующей поездки в Италию он познакомился с Полиной Фрейн де Гранж (ок. 1801 — 9 июля 1881), на которой позднее женился. В последующие годы они вместе участвовали в экспедиции. Вначале они поселились в Смирне. Там Хелфер стал врачом общей практики. Во время экспедиции в 1835 году он был ограблен и приехал в Багдад без гроша в кармане. Там английский консул свел его с полковником Фрэнсисом Чеснеем, который взял его с собой в экспедицию по Евфрату в качестве врача и натуралиста. Затем последовали дальнейшие путешествия под руководством Чесни через Сирию и Персию в Калькутту. В это время он поддерживал контакт с немецким географом Карлом Риттером, который использовал информацию, предоставленную Хелфером, для 10 и 11 томов своего труда «Erdkunde».
Хелфер привлек внимание британского правительства благодаря лекциям, которые он читал в Азиатском обществе Бенгалии. Впоследствии он получил работу в качестве натуралиста в Британской Ост-Индской компании. В 1837/1838 годах он плавал у берегов Индии и Бирмы, а в 1840 году отправился на Андаманские острова. Там он пытался установить контакт с коренным населением. Эти попытки не увенчались успехом, и в конце концов он был убит отравленной стрелой одним из местных жителей.

### Наследие
Из-за своей ранней смерти он не смог опубликовать многие из своих открытий. Некоторые из его выводов были опубликованы в журнале Азиатского общества, другие — в двухтомнике «Путешествия Иоганна Вильгельма Хельфера по Ближнему Востоку и Индии», который его жена издала после его смерти. Кроме того, Österreichische Geographische Gesellschaft в Вене в 1859 году издало печатные и рукописные труды доктора Иоганна Вильгельма Хельфера о провинциях Тенассерим, архипелаге Мергуи и Андаманских островах. Общество также получило его научное наследство.
Естественно-исторические коллекции доктора Хелфера включали 2600 различных предметов естественной истории в 55 259 экземплярах, в том числе 500 ранее неизвестных науке видов. Собрал обширную коллекцию насекомых, которая содержала 49 164 насекомых около 1858 видов, и среди них 47 833 жука 1700 видов. Гербарий доктора Хелфера в 1844 году отправился в Богемский музей в Праге. Он содержал 6086 растений 574 видов.